# パンダのミライ ―浜家・良浜 いのちの物語―
『パンダのミライ ―浜家・良浜 いのちの物語―』（パンダのミライ はまけらうひん いのちのものがたり）は、遥那もよりによる日本の漫画作品。ジャイアントパンダを題材としている。KADOKAWAから出版された。

## あらすじ
男子小学生・中村翔は、母・明日香の同伴で、パンダの取材を目的としてアドベンチャーワールドに入園。応対した広報係の小清水ひまりや獣医の有栖川健児が浜家の秘密を明かしてくれた。

## 登場人物
中村親子と応対スタッフ2人が中心となる。

### 浜家
アドベンチャーワールドで飼育されているジャイアントパンダの家族。良浜をはじめ、園の所在地である和歌山県西牟婁郡白浜町にちなみ「浜」の付く名前を命名されるパンダが多いので、「浜家」と呼ばれる。

#### 現役組
本作の発行時点でアドベンチャーワールドで飼育されていたパンダ。
良浜（ラウヒン）
主人公。哈蘭と梅梅の長女で、ずっとアドベンチャーワールドで生活している。
永明との間に二男八女をもうける、和歌山のビッグマミー。趣味は睡眠。
永明が中国に帰国した後は、和歌山で浜家の家長となる。
結浜（ユイヒン）
良浜の六女で、頭の上に白い毛が跳ねているのが特徴。
2016年9月18日生まれ。やんちゃ娘。
彩浜（サイヒン）
良浜の七女で、目と耳が離れていて、頬の毛がふさふさ。
2018年8月14日生まれ。マイペースで貫禄がある。
楓浜（フウヒン）
良浜の八女にして末っ子。目じりが跳ねあがっている。
2020年11月22日生まれ。ママっ子。

#### 帰国組
アドベンチャーワールドで飼育されていたジャイアントパンダの家族のうち、本作の発行時点で既に帰国しているパンダたち。
永明（エイメイ）
1994年に来日、梅梅との間に雄浜（長男）、隆浜（次男）、秋浜（三男）、幸浜（四男）、愛浜（長女）、明浜（五男）を産み、良浜との間に中国組の梅浜（良浜との長女）、永浜（長男）、海浜（次男）、陽浜（次女）、優浜（三女）、桜浜（四女）、桃浜（五女）、現役組の結浜、彩浜、楓浜をもうけている。
子だくさんで「和歌山のビッグダディ」になったのは、良浜の気分が良いタイミングに合わせて飼育員が交配を図ったため。
グルメで、気に入らない竹は絶対に食べない。
隆浜（リュウヒン）、秋浜（シュウヒン）
2003年、永浜と梅梅の間にできた双子の息子。2007年10月に中国へ。
海浜（カイヒン）、陽浜（ヨウヒン）
2010年生まれの双子の兄妹。2017年6月に中国へ。

### 浜家以外
中村親子、スタッフ他。

#### 中村家
アドベンチャーワールドへ取材に来た、中村親子。
中村 翔（なかむら かける）
小学3年生の男子。引っ込み思案でおとなしいが、興味のあるものは徹底的に探究する好奇心旺盛な性格。
今回、パンダの取材でアドベンチャーワールドへ行き、良浜の取材ができることになった。工作が大好き。
最初は明日香による誘導であったが、小清水と有栖川の話を聞いているうちに積極的に質問するようになった。
中村 明日香（なかむら あすか）
翔の母で、KADOKAWAのウォーカー編集部に勤務。『関西ウォーカー』担当。
今回は翔の良浜取材に同行。かわいいものが好き。
中村 創（なかむら はじめ）
翔の父で明日香の夫。今回は同行していない。
甘い物好き。

#### その他
アドベンチャーワールドで中村親子に応対したスタッフ及び漫画の作者。
小清水 ひまり（こしみず ひまり）
アドベンチャーワールドの広報スタッフ。穏やかな性格で、とても親切。
有栖川 健児（ありすがわ けんじ）
アドベンチャーワールドの獣医。ハイテンションで、パンダの話になると水を得た魚のようになる。
遥那 もより（はるな もより）
本作の作者で、2人組のユニット。

## 書誌情報
- 遥那もより 著、アドベンチャーワールド 監修『パンダのミライ ―浜家・良浜 いのちの物語―』KADOKAWA、全1巻。
  1. 2024年4月19日発売、ISBN 978-4-04-811284-0。